# Cornelis Adrianus van Enschut
Cornelis Adrianus van Enschut (* 21. Januar 1778 in Arnhem; † 2. August 1835 in Utrecht) war ein niederländischer Rechtswissenschaftler. 

## Leben
Der Sohn des Willem Adriaan van Enschut (* 26. November 1741 in Arnhem; 21. Juli 1825 ebenda) und Helena Bohmer (auch: Beumer, * um 1740 in Arnhem; † 14. Januar 1823 in Arnhem), hatte die Schule seiner Heimatstadt besucht. Am 15. Januar 1797 immatrikulierte er sich für ein Studium der Rechtswissenschaften an der Universität Harderwijk, wo Cornelis Willem de Rhoer, Joan Melchior Kemper und Seerp Gratama seine Lehrer wurden. Mit der Abhandlung De Imputatione promovierte er am 26. Juni 1801 daselbst zum Doktor der Rechte und fand danach eine Stelle als Advokat in Arnhem. Am 11. Juni 1806 wurde er Professor des Natur-, Völker- und Staatsrecht an die Universität Harderwijk berufen, welches Amt er am 16. Juni 1807 mit der Rede Oratio inauguralis de utilitate disciplinae juris naturalis nostra imprimis aetate (Harderwijk 1807) antrat. Dort war er 1808 Rektor der damaligen Hochschule und erlebte 1811 die Schließung der Einrichtung. 
Einige Jahre war er wieder in Arnhem tätig und wurde per königlichen Beschluss am 16. Oktober 1815 zum Professor des Staats-, Völker und Strafrechts, sowie der Rechtsenzyklopädie an die Reichsuniversität Groningen berufen. Am 20. Februar 1821 erhielt er einen Ruf an die Universität Utrecht, welche Aufgabe er am 26. September 1821 antrat und am 22. März 1822 seine Einführungsrede De humanae indolis cognitione, legum de criminibus et condendarum et exsequendarum subsidio hielt. Zudem beteiligte er sich an den organisatorischen Aufgaben der Hochschule und war 1830/31 Rektor der Alma Mater. Aus gesundheitlichen Gründen wurde er am 1. Januar 1835 emeritiert und verstarb noch im selben Jahr. Literarisch ist er nur mit der Arbeit Over de bevoegdheid der Markgenootschappen, om de Markgronden te bevrijden van het weiden van het vee uit de aangrenzende buurtschappen (Groningen 1818), in Erscheinung getreten. Vielmehr liegt seine Bedeutung im akademischen Unterricht.

## Familie
Aus seiner Ehe mit Maria Agneta d’Achard (* 11. Juni 1784 in Zevenaar; † 12. Juni 1844 in Utrecht), der Tochter des Jan François d’Achard (um 1745 in Kleve; † 4. Dezember 1819 in Zevenaar) und der Louise Christina Catharina Gunther (* 25. Oktober 1744 in Zevenaar; † 6. September 1801 in Zevenaar), stammen Kinder. Von diesen kennt man:
- Helena van Enschut (* 19. August 1804 in Arnhem; † 21. April 1864 in Idaard (Friesland)) verh. am 26. Juli 1823 in Utrecht mit Cornelis Bergsma (* 12. April 1799 in Leeuwarden; † 23. Juli 1881 in Idaard (Friesland))
- Jan Frans van Enschut (* 23. September 1806 in Harderwijk; † 2. April 1892 in Rheden) verh. am 1. November 1832 in Franeker mit Therese Jans (Tetje) Coopmans (* 2. April 1808 in Franeker; † 11. Januar 1880 in Rheden)
- Willem Adrianus van Enschut (* 19. August 1808 in Harderwijk; † 5. Februar 1827 in Vreeswijk)
- Louisa Johanna Christina Catharina van Enschut (* 2. April 1810 in Harderwijk; † 23. Juni 1860 in Utrecht) verh. am 22. Mai 1838 in Utrecht mit Johannes Jacobus Wilhelmus van Loenen (* um 1810 in Harderwijk; † 23. Juni 1860 in Utrecht)
- Frederijk Philip Gottlieb van Enschut (* 18. März 1812 in Hardwerwijk, † vor 1844) verh. 10. Mai 1838 in Utrecht mit Marie Jacomine van Campen (* um 1807 in Arnhem; † 24. Februar 1885 in Utrecht)
- Grada Maria Agnita van Enschut (* 13. März 1814 in Arnhem; † 21. April 1815 in Arnhem)
- Cornelis Adriaan van Enschut (* 8. Mai 1816 in Arnhem)
- Maria Agneta van Enschut (* 18. Mai 1817 in Groningen; † 16. April 1908 in Utrecht) verh. 7. August 1846 in Idaarderadeel Louis Charles Eugien Schüssler (* um 1818)